# Protekdikos
Protekdikos – bizantyński urzędnik kościelny zajmujący się sprawami sądowymi.
Urząd protekdikosa pojawił się w XII wieku. Według Teodora Balsamona, wprowadził go, za panowania cesarza Izaaka II Angelosa (1185-1195), patriarcha Jerzy II Ksyfilin, powiększając tym samym liczbę archontów patriarchatu z pięciu do sześciu. Protekdikos przewodniczył kościelnemu sądowi ekdikeion, zajmującemu się sprawami zewnętrznymi, przyznawaniem prawa azylu w kościele Hagia Sophia i wyzwalaniem niewolników.